# O-Town
O-Town ist eine Boyband, die aus den fünf Mitgliedern Ashley Parker Angel, Jacob Underwood, Erik-Michael Estrada, Dan Miller und Trevor Penick besteht.

## Karriere
Die Band lebt in Orlando, Florida, daher der Name „O-Town“. Sie wurden 1999 in der Castingshow Making the Band des Musiksenders MTV von Lou Pearlman entdeckt. 2000 brachten sie ihre erste Single Liquid Dreams heraus, die in den USA auf Platz fünf einstieg. Es folgten die Songs All or Nothing, We Fit Together und Love Should Be a Crime, die ebenfalls wie Liquid Dreams aus dem ersten Studioalbum O-Town stammen, das in den USA Platin bekam. Drei Titel wurden in Deutschland unter anderem vom Produzenten Nico Mass geschrieben und zusammen mit Tony Harrison in dessen Studio in Deutschland für den Sender MTV vor laufender Kamera nachproduziert. 2002 folgte das Album O2, das durch einige Uneinigkeiten zwischen der Band und Clive Davis, dem Chef ihrer Plattenfirma, mehrmals verschoben wurde. In Deutschland trägt es den Titel O-Town 2, da es aufgrund des Mobilfunkanbieters O2 umbenannt werden musste. Das Album beinhaltet rockigere Songs wie From the Damage, Make Her Say oder die Ballade I Showed Her. Aufgrund von Unstimmigkeiten zwischen J Records und O-Town verließ die Band 2003 das Label. Nach ihrem letzten öffentlichen Auftritt am 16. August 2003 gaben die Mitglieder im November des gleichen Jahres ihre Trennung bekannt.
Im April 2014 gaben O-Town bekannt, dass sie wieder zusammen Musik machen möchten. Einzig Ashley Parker Angel ist nicht Teil des Comebacks.

## Soloprojekte
Ashley Parker Angel hatte Anfang 2006 auf MTV in den USA eine Realitysoap namens There and Back, die im Oktober auch auf dem deutschen Musiksender VIVA zu sehen war. Im selben Jahr veröffentlichte er sein Solodebüt Soundtrack to Your Life sowie die Single Let U Go. Von Januar 2007 bis Ende 2008 spielte er im Broadway-Musical Hairspray die Rolle des „Link Larkin“. Sein aktuelles Projekt ist die Neuverfilmung von Wild Things als „Sam Lombardo“.
Jacob Underwood firmierte 2004 die Band Jacob’s Loc und veröffentlichte bereits die erste EP unter diesem Namen. Inzwischen arbeitet die Band in Nashville/TN an einem zweiten Album.
Dan Miller schreibt und produziert hauptsächlich Musik, hat aber 2005 auch eine EP namens Slower Than a Gun veröffentlicht.
Trevor Penick macht R&B/Popmusik unter dem neuen Künstlernamen „Tre Scott“.
Erik-Michael Estrada arbeitet an einem Soloalbum und dreht zurzeit einen Film (Stand: August 2009).

## Diskografie

### Studioalben
| Jahr | Titel                         | Höchstplatzierung, Gesamtwochen, AuszeichnungChartplatzierungen (Jahr, Titel, Platzierungen, Wochen, Auszeichnungen, Anmerkungen) | Höchstplatzierung, Gesamtwochen, AuszeichnungChartplatzierungen (Jahr, Titel, Platzierungen, Wochen, Auszeichnungen, Anmerkungen) | Höchstplatzierung, Gesamtwochen, AuszeichnungChartplatzierungen (Jahr, Titel, Platzierungen, Wochen, Auszeichnungen, Anmerkungen) | Höchstplatzierung, Gesamtwochen, AuszeichnungChartplatzierungen (Jahr, Titel, Platzierungen, Wochen, Auszeichnungen, Anmerkungen) | Höchstplatzierung, Gesamtwochen, AuszeichnungChartplatzierungen (Jahr, Titel, Platzierungen, Wochen, Auszeichnungen, Anmerkungen) | Anmerkungen                             |
| Jahr | Titel                         | DE | AT | CH | UK | US | Anmerkungen                             |
| ---- | ----------------------------- | --- | --- | --- | --- | --- | --------------------------------------- |
| 2001 | O-Town                        | DE14 (34 Wo.)DE | AT22 (15 Wo.)AT | CH50 (4 Wo.)CH | UK7 Silber · (6 Wo.)UK | US5 Platin · (54 Wo.)US | Erstveröffentlichung: 23. Januar 2001   |
| 2002 | O2 auch bekannt als: O-Town 2 | DE14 (6 Wo.)DE | AT64 (3 Wo.)AT | — | — | US28 (8 Wo.)US | Erstveröffentlichung: 11. November 2002 |

Weitere Veröffentlichungen
- 2000: O-Town Sampler (Promo-EP; Veröffentlichung nur in den USA)[4]
- 2004: O-Town 2 — An Exclusive V.I.P. Look (Veröffentlichung nur in China)[5]
- 2014: Lines & Circles
- 2017: Part 1 (E.P.)
- 2019: The O.T.W.N. Album

### Singles
| Jahr | Titel Album                   | Höchstplatzierung, Gesamtwochen, AuszeichnungChartplatzierungen (Jahr, Titel, Album, Platzierungen, Wochen, Auszeichnungen, Anmerkungen) | Höchstplatzierung, Gesamtwochen, AuszeichnungChartplatzierungen (Jahr, Titel, Album, Platzierungen, Wochen, Auszeichnungen, Anmerkungen) | Höchstplatzierung, Gesamtwochen, AuszeichnungChartplatzierungen (Jahr, Titel, Album, Platzierungen, Wochen, Auszeichnungen, Anmerkungen) | Höchstplatzierung, Gesamtwochen, AuszeichnungChartplatzierungen (Jahr, Titel, Album, Platzierungen, Wochen, Auszeichnungen, Anmerkungen) | Höchstplatzierung, Gesamtwochen, AuszeichnungChartplatzierungen (Jahr, Titel, Album, Platzierungen, Wochen, Auszeichnungen, Anmerkungen) | Anmerkungen                             |
| Jahr | Titel Album                   | DE | AT | CH | UK | US | Anmerkungen                             |
| ---- | ----------------------------- | --- | --- | --- | --- | --- | --------------------------------------- |
| 2000 | Liquid Dreams O-Town          | DE44 (10 Wo.)DE | — | CH71 (9 Wo.)CH | UK3 (15 Wo.)UK | US10 Gold · (12 Wo.)US | Erstveröffentlichung: 5. Dezember 2000  |
| 2001 | All or Nothing O-Town         | DE10 (14 Wo.)DE | AT5 (15 Wo.)AT | CH9 (16 Wo.)CH | UK4 (14 Wo.)UK | US3 (20 Wo.)US | Erstveröffentlichung: 23. Juli 2001     |
| 2001 | We Fit Together O-Town        | DE39 (9 Wo.)DE | AT50 (7 Wo.)AT | CH95 (1 Wo.)CH | UK20 (5 Wo.)UK | — | Erstveröffentlichung: 22. Oktober 2001  |
| 2002 | Love Should Be a Crime O-Town | DE32 (7 Wo.)DE | AT72 (2 Wo.)AT | — | UK38 (2 Wo.)UK | — | Erstveröffentlichung: 11. Februar 2002  |
| 2002 | These Are the Days O-Town 2   | DE29 (9 Wo.)DE | — | CH61 (10 Wo.)CH | UK36 (2 Wo.)UK | US64 (5 Wo.)US | Erstveröffentlichung: 18. November 2002 |

Weitere Singles
- 2003: I Showed Her
- 2014: Skydive
- 2015: Chasin’ After You
- 2017: Empty Space (feat. Fancy Cars)
- 2019: Hello (feat. Colton Underwood)
- 2019: OFF

### Videoalben
- 2001: Live in New York City (US: Gold)